# Turó de Guiera
El Turó de Guiera és una muntanya de 108 metres que es troba al municipi de Cerdanyola del Vallès, a la comarca del Vallès Occidental.